# Годзе, Натхурам
Натхурам Винаяк Годзе (маратхи नथूराम विनायक गोडसे; 19 мая 1910 — 15 ноября 1949) — индийский политический деятель, индуистский экстремист, известный как убийца Махатмы Ганди.

## Биография
Родился 19 мая 1910 года в Барамати, округ Пуна (ныне штат Махараштра). Активист индийских националистических организаций. Поводом к убийству Махатмы Ганди стало его сопротивление разделению Британской Индии на собственно Индийскую Республику и Пакистан; так, в частности, именно Ганди настоял на том, чтобы Индия выплатила пакистанскому правительству 550 миллионов рупий, как то предусматривало соглашение о разделении. Годзе, как сторонник радикальных индуистов (входил в движение Хинду Махасабха), был возмущён этим, по его мнению, предательством.

## Убийство Ганди
30 января 1948 года Годзе тремя выстрелами из пистолета Beretta M1934 с близкого расстояния убил Махатму Ганди во время вечерней молитвы.

## Суд и казнь
Годзе не пытался бежать, был схвачен и вскоре был приговорён к смерти. 15 ноября 1949 года повешен вместе с Нараяном Апте, которого следствие признало организатором покушения. Ещё четыре человека получили пожизненные сроки. К 18 годам был приговорён и брат Натхурама Гопал Годзе.